# Kazipur
Kazipur (en bengali : কাজীপুর) est une upazila du Bangladesh dans le district de Sirajganj. En 1991, on y dénombrait 244 804 habitants.